# يو إف سي 271
يو إف سي 271: أديسانيا ضد ويتيكر(بالإنجليزية: UFC 271: Adesanya vs Whittaker 2)‏ كان حدثا لفنون القتال المختلطة نظمته بطولة القتال النهائي التي أقيمت في 12 فبراير 2022 في تویوتا سنتر هيوستن، تكساس الولايات المتحدة.

## الجوائز الإضافية
حصل المقاتلون على مكافآت بقيمة 50،000 دولار.
- قتال الليلة: دوغلاس سيلفا دي أندرادي ضد سيرجي موروزوف
- أداء الليلة: تاي تويفاسا وجاريد كانونير